# کروتندورف (آلمان)
کروتندورف (به آلمانی: Crottendorf) یک شهر در آلمان است که در ارتسگبیرگسکرایس واقع شده‌است. کروتندورف ۴٬۵۶۴ نفر جمعیت دارد.